# جامعة قسنطينة 3 -صالح بوبنيدر
جامعة قسنطينة 3، والمعروفة أيضًا باسم جامعة صالح بوبنيدر قسنطينة، هي جامعة حكومية جزائرية بمدينة علي منجلي التابعة لبلدية الخروب (ولاية قسنطينة) تأسست في 28 نوفمبر 2011.
سميت جامعة قسنطينة 3 «جامعة صالح بوبنيدر - قسنطينة» (اسم صالح بوبنيدر) وفقًا للقرار رقم 14/14 الصادر في 29 ذي الحجة ، الموافق 23 أكتوبر 2014 الصادر عن وزارة المجاهدين، المتعلق بتسميات المؤسسات الجامعية.

## المعاهد
تتكون الجامعة من 06 كليات ومعهد:
- كلية الطب.

- كلية الهندسة المعمارية و التعمير.
- كلية هندسة الطرائق.
- كلية الاعلام و الاتصال و السمعي البصري.
- كلية العلوم السياسية و العلاقات الدولية.
- كلية الفنون والثقافة.
- معهد تسيير التقنيات الحضرية.

بطاقة استيعابية اجمالية تقدر ب : 44000 مقعد بيداغوجي.
بالإضافة إلى ثلاثة مدراس بهياكل مستقلة، و19 إقامة للطلبة بسعة 2000 سرير لكل منها.

## التعداد
يدرس في الجامعة 16798 طالب تحت إشراف 944 أستاذ، ويدرس بها 364 طالب من 20 جنسية (2018-2019) 

## روابط خارجية
- الصفحة الرئيسية للجامعة باللغة الفرنسية